# Carex longicaulis
Carex longicaulis är en halvgräsart som beskrevs av Johann Otto Boeckeler. Carex longicaulis ingår i släktet starrar, och familjen halvgräs. Inga underarter finns listade i Catalogue of Life.